# Щільні композиції дисперсних матеріалів

Структура, яка відповідає максимальній упаковці матеріалу за Фуллером.

Сумарні характеристики крупності вугільних композицій: 1- за Г.Фулером, 2 — за М. Івановим, 3 — ТЕО МГТС «Бєлово-Новосибірськ», 4 — за В. Охотіним, 5 — фугати, фільтрати ВЗФ, 6 — матеріал з мулонакопичувачів Авдіївського КХЗ

Щільні композиції дисперсних матеріалів — композиції дисперсних матеріалів, переважно подрібнених гірських порід, вугілля тощо зі щільною упаковкою зерен, обумовленою таким співвідношенням елементарних класів крупності у композиції, коли більш дрібніші класи займають пустоти (проміжки) між більш крупними зернами. В залежності від співвідношення різних класів крупності у композиції сипкого матеріалу розрізняють щільні і нещільні композиції.
Приклад щільних композицій (див. рис.):
- 1. за Г. Фулером,
- 2 — за М. Івановим,
- 3 — бінарні суміші водовугільного палива (див., наприклад, ТЕО МГТС «Бєлово-Новосибірськ»),
- 4 — за В. Охотіним.

Щільність композиції дисперсних матеріалів — важливий фактор при брикетуванні, агломерації, грануляції сипких матеріалів, приготуванні асфальтобетонів тощо.